# 魯德尼亞-什皮利夫西卡
50°53′11″N 29°59′5″E / 50.88639°N 29.98472°E
魯德尼亞-什皮利夫斯卡（烏克蘭語：Рудня-Шпилівська）是位於烏克蘭北部的村莊，由基辅州维什霍罗德区的伊萬基夫市鎮負責管轄。該村始建於1600年，面積0.4平方公里，海拔高度118米，2001年人口107，人口密度每平方公里267.5人。